# Jens Franssen
Jens Franssen (Gent, 27 januari 1974) is een Vlaamse journalist bij de VRT. Hij specialiseerde zich in het Midden-Oosten en de Arabische Wereld en defensie.

## Carrière
Jens Franssen werd geboren in Gent. Hij studeerde aan het Sint-Amandusinstituut in Gent. Nadien werd hij licentiaat geschiedenis aan de Universiteit Gent (1996) en volgde daarna een postgraduaat Bedrijfskunde en -Communicatie aan de Hogeschool Gent. 
Hij volgde in 2020 met succes aan de Koninklijke Militaire School de “4e cyclus” of de Hoge Studies Veiligheid en Defensie. In 2022 volgde hij als eerste journalist de Senior Strategic Course aan de EEAS (Brussel/Parijs/Berlijn). 
In 1998 begon hij bij de VRT. Eerst werkte hij voor de radioarchiefdienst, nadien was hij reporter voor 'De Zuidkant' en werkte hij als researcher voor 'Het Eeuwfeest', met Pat Donnez. In 2001 stapte hij over naar de VRT radionieuwsdienst waar hij aan de slag ging bij het Radio1 nieuwsprogramma 'De Wandelgangen', later hernoemd naar 'Vandaag'.
Sinds 2010 is hij specialist Midden-Oosten en de Arabische Wereld. Hij bracht verslag vanuit onder meer Egypte, Libanon, Syrië, Pakistan, Afghanistan en Libië.
Op 11 januari 2012 raakte hij betrokken bij een incident in Homs, in Syrië. De groep journalisten waarin hij zich bevond werd onder vuur genomen met mortieren en geweervuur. De Franse journalist Gilles Jacquier kwam daarbij om het leven.
Franssen is ook defensie-expert voor VRTNWS.

## Prijzen
Dexia Persprijs 2005: Van inval tot bevrijding, De Laatste Getuigen
Prijs voor de Radiokritiek (red. De Wandelgangen), 2005
Belfius Persprijs 2012: Homs, 11/01/2012
Prix Bayeux Calvados des Correspondents de Guerre 2012, Homs 11/01/2012, 2e prijs - Grand Reporter

## Boeken, e.a.
FRANSSEN Jens, De Laatste Getuigen, Manteau, Antwerpen, 2005, 240 p.
FRANSSEN Jens, VANDE WINKEL Roel, Bang Voor De Bom, Manteau, Antwerpen, 2006, 285 p.
POWELL Alexander, Fighting in Flanders, Davidsfonds, 2013. Voorwoord
Gastcurator tentoonstelling: Onbekende Beelden, Sterke Verhalen, Belgen in Oorlog, Sint-Pietersabdij Gent, 2012/2013